# CODLAG
CODLAG (COmbined Diesel-eLectric And Gas - Combinado diésel-eléctrico y gas) es un sistema de propulsión naval, modificación del sistema CODAG.

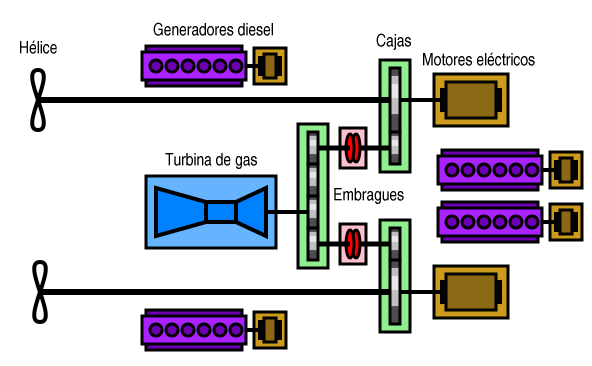
Esquema de un sistema de propulsión CODLAG.

Un sistema CODLAG emplea motores eléctricos conectados a los árboles de las hélices (habitualmente dos). Los motores son alimentados por generadores diésel. Para obtener velocidades mayores, una turbina de gas impulsa los árboles mediante una caja de transmisión de conexión cruzada; para velocidades de crucero el sistema de transmisión de la turbina se desconecta mediante embragues.
Esta disposición combina los motores diésel usados para propulsión y para generación de potencia eléctrica, reduciendo considerablemente los costos de servicio porque disminuye el número de motores diésel diferentes, y los motores eléctricos requieren mucho menos mantenimiento. Adicionalmente, los motores eléctricos trabajan eficientemente sobre un rango mayor de revoluciones, y pueden ser conectados directamente al árbol de la hélice, de modo que pueden usarse transmisiones más simples para combinar la salida mecánica de los sistemas de turbina y diésel-eléctricos.
Otra ventaja de la transmisión diésel-eléctrica es que al no ser necesaria una conexión mecánica los generadores diésel pueden ser desacoplados acústicamente del casco de la nave, haciéndola menos ruidosa. Este principio ha sido extensamente usado en los submarinos militares, pero resulta también útil para navíos de superficie, como los empleados en la guerra antisubmarina. Habitualmente los buques equipados con sistemas CODLAG cuentan con baterías recargables, como los submarinos diésel-eléctricos, que les permiten maniobrar en silencio sin necesidad de que funcionen las máquinas pesadas.
Los sistemas que emplean las turbinas de gas como turbogeneradores, sin transmisión mecánica a las hélices, no se clasifican como CODLAG. Algunas naves de pasajeros, como el RMS Queen Mary 2, usan esta configuración con un conjunto de generadores diésel para la carga base y turbogeneradores para obtener potencia máxima.
Las fragatas Tipo 23 de la Royal Navy y las alemanas de la clase F125 tienen propulsión CODLAG.